# TUI Deutschland
Die TUI Deutschland GmbH ist ein deutscher Reiseveranstalter mit Sitz in Hannover. Sie ist eine hundertprozentige Tochtergesellschaft der TUI AG. Neben der Hauptmarke TUI zählen auch andere Reiseveranstalter und Marken zur deutschen Unternehmensgruppe, darunter der Luxusanbieter Airtours, der Last-Minute-Veranstalter ltur sowie die Ferienfluggesellschaft TUIfly. Hinzu kommen Spezialanbieter wie Gebeco. TUI Deutschland ist zudem Führungsgesellschaft für die Konzerngesellschaften in Österreich, der Schweiz und Polen und bündelt somit das Geschäft in Zentraleuropa. Das Bildlogo, der sogenannte rote TUI Smile, ist die Darstellung eines Lächelns, in dem sich die drei Buchstaben T-U-I lesen lassen.

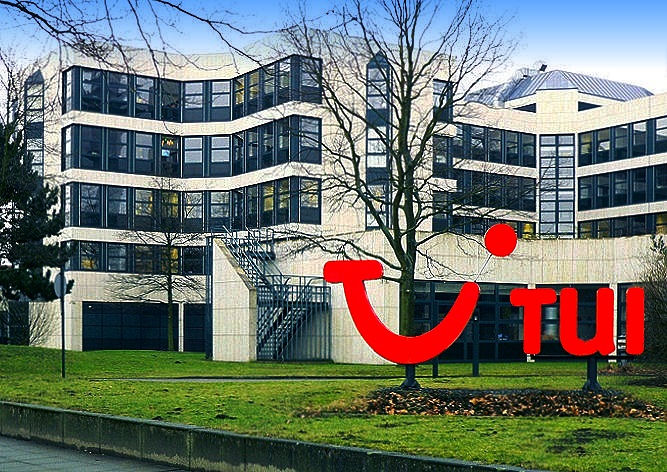
Zentrale der TUI Deutschland GmbH in Hannover

## Historie
Die Wurzeln des Unternehmens liegen im Jahr 1928. Damals gründete Hubert Tigges zusammen mit seiner Frau Maria die Tigges-Fahrten in Wuppertal, die Gruppen-Studienreisen ins In- und Ausland anbot.
Die Touristik Union International (TUI), der Vorläufer der heutigen TUI Deutschland GmbH, wurde am 1. Dezember 1968 in Hannover als Zusammenschluss aus den mittelständischen Veranstaltern Touropa, Scharnow-Reisen, Hummel Reisen und Dr.-Tigges-Fahrten gegründet – die damaligen „großen Vier“ der deutschen Reiseanbieter. Ebenfalls 1968 eröffnete das erste TUI-Vertriebsbüro in Berlin. 1969 nahmen bereits mehr als eine Million Urlauber die Angebote der TUI in Anspruch. 1970 gründete das Unternehmen eine eigene Reiseleiterorganisation, den TUI Service. In den folgenden Jahren wurde das Angebot weiter ausgebaut, auch durch zusätzliche Beteiligungen.
1980 stieg das Unternehmen mit dem TUI-Ferienexpress in den Sonderzug-Tourismus ein.
1983 bezogen rund 1000 Mitarbeiter das Verwaltungsgebäude an der Karl-Wiechert-Allee 23 in Hannover. Es vereinte erstmals alle Unternehmensbereiche unter einem Dach und ist noch heute Sitz der TUI Deutschland. 1989 begann TUI mit dem Aufbau eines Franchisesystems im Vertriebsbereich. Die damaligen TUI UrlaubCenter waren die Vorläufer der heutigen TUI ReiseCenter.
1990 richtete TUI als erster Reiseveranstalter ein Umweltmanagement ein. Das Reiseangebot erschien erstmals in Länderkatalogen. 1998, im 30. Jahr des Bestehens, wurde TUI Teil der Hapag Touristik Union (HTU), des touristischen Geschäftsbereichs im Preussag-Konzern. Dazu gehören neben der TUI-Gruppe die Hapag-Lloyd-Fluggesellschaft und die Hapag-Lloyd-Reisebüros. Ein Jahr später stießen die First-Reisebüros und die britische Thomas-Cook-Gruppe zur HTU. Am 30. September 1999 wurde die TUI Deutschland GmbH gegründet.
Zum 1. Januar 2000 benannte sich die HTU in TUI Group um. Ein Jahr später ging die TUI Group GmbH als touristische Führungsholding in die Preussag AG über. Damit wurde auch die TUI Deutschland eine hundertprozentige Tochtergesellschaft der Preussag AG, die sich am 26. Juni 2002 in die TUI AG umbenannte. Im November 2001 wurde die touristische Dachmarke „World of TUI“ geschaffen, die alle Veranstaltermarken des Konzerns bündelte. Mit Erscheinen der Sommerkataloge 2002 trat die Marke TUI Schöne Ferien mit neuem Erscheinungsbild und Logo auf. Als Folge der Fusion der TUI AG Tourismussparte mit First Choice Holidays wurde TUI Deutschland im Jahr 2007 indirekte Tochter der neu gegründeten TUI Travel PLC – ein neuer Tourismuskonzern entstand. Am 17. Dezember 2014 kam es erneut zur Fusion: Die TUI AG und die TUI Travel PLC schlossen sich zur TUI Group zusammen. Seitdem ist TUI Deutschland eine hundertprozentige Tochtergesellschaft der TUI Group.

## Hotelkonzepte

Logo der Hotelmarke RIU

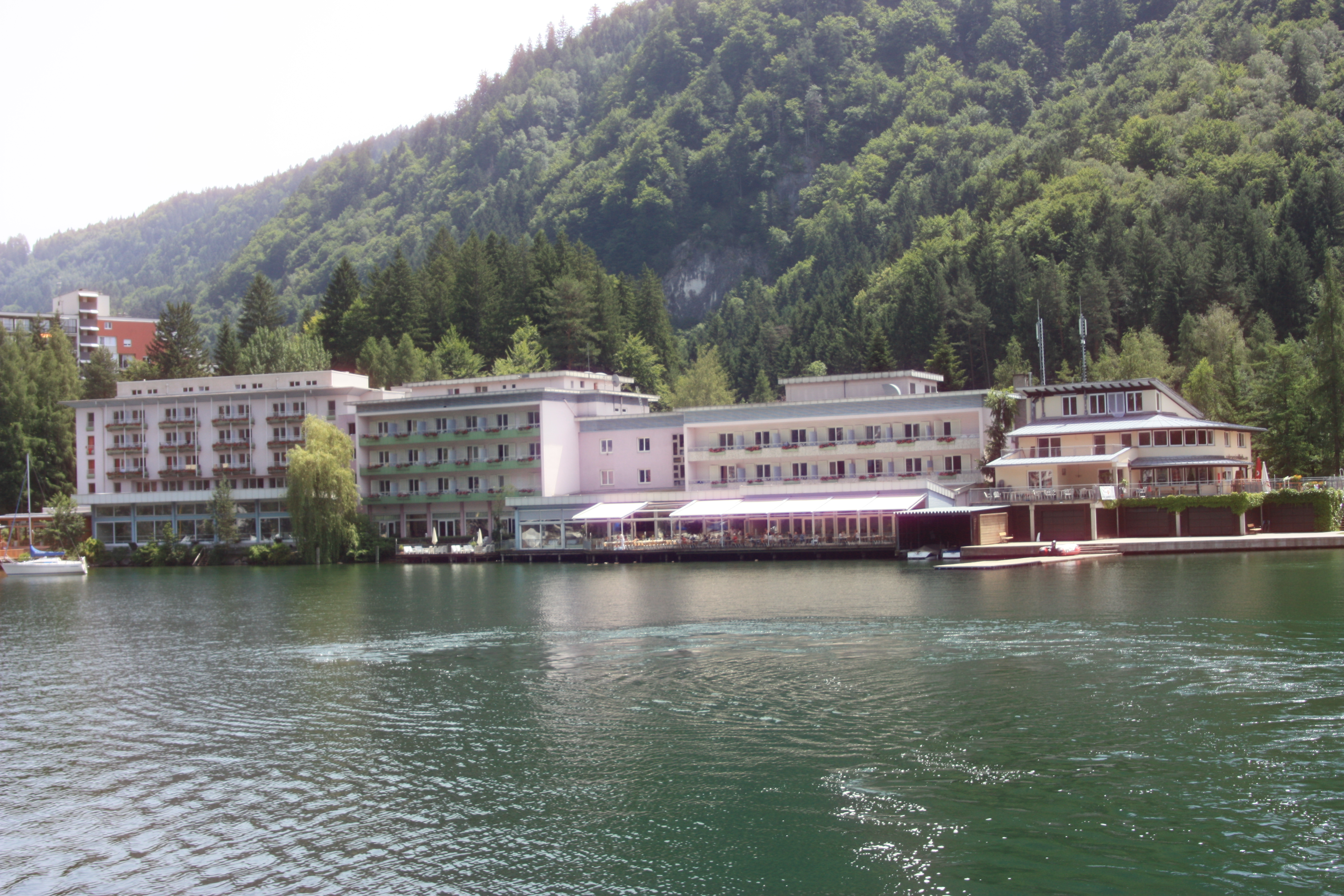
Robinson Club Landskron in Kärnten, Österreich

Neben den Hotelmarken der TUI Group, darunter RIU, Robinson Club, TUI Magic Life und TUI Blue, hat TUI Deutschland eigene Veranstalter-Hotelkonzepte im Programm, die sich an unterschiedliche Zielgruppen richten: TUI Sensimar Hotels für Paare und Alleinreisende, das Lifestyle-Konzept TUI Sensatori sowie TUI Family Life und Best Family für die Zielgruppe der Familien.

## Struktur
TUI Deutschland ist Führungsgesellschaft für die Konzerngesellschaften der TUI AG in Deutschland, Österreich, der Schweiz und Polen. Sie ist eine hundertprozentige Tochtergesellschaft der TUI AG und wird befreiend in deren Konzernabschluss einbezogen.
Die TUI Deutschland GmbH hat verschiedene hundertprozentige Tochtergesellschaften, etwa die TUI Customer Operations GmbH und TUI 4 U GmbH. TUI Customer Operations bündelt Serviceleistungen für Kunden und Reisebüros, betreibt zum Beispiel Callcenter. TUI 4 U ist als Flugticketgroßhändler und Vermittler für Linienflugtickets an Reisebüros (Consolidator) tätig.